# Roman Weger

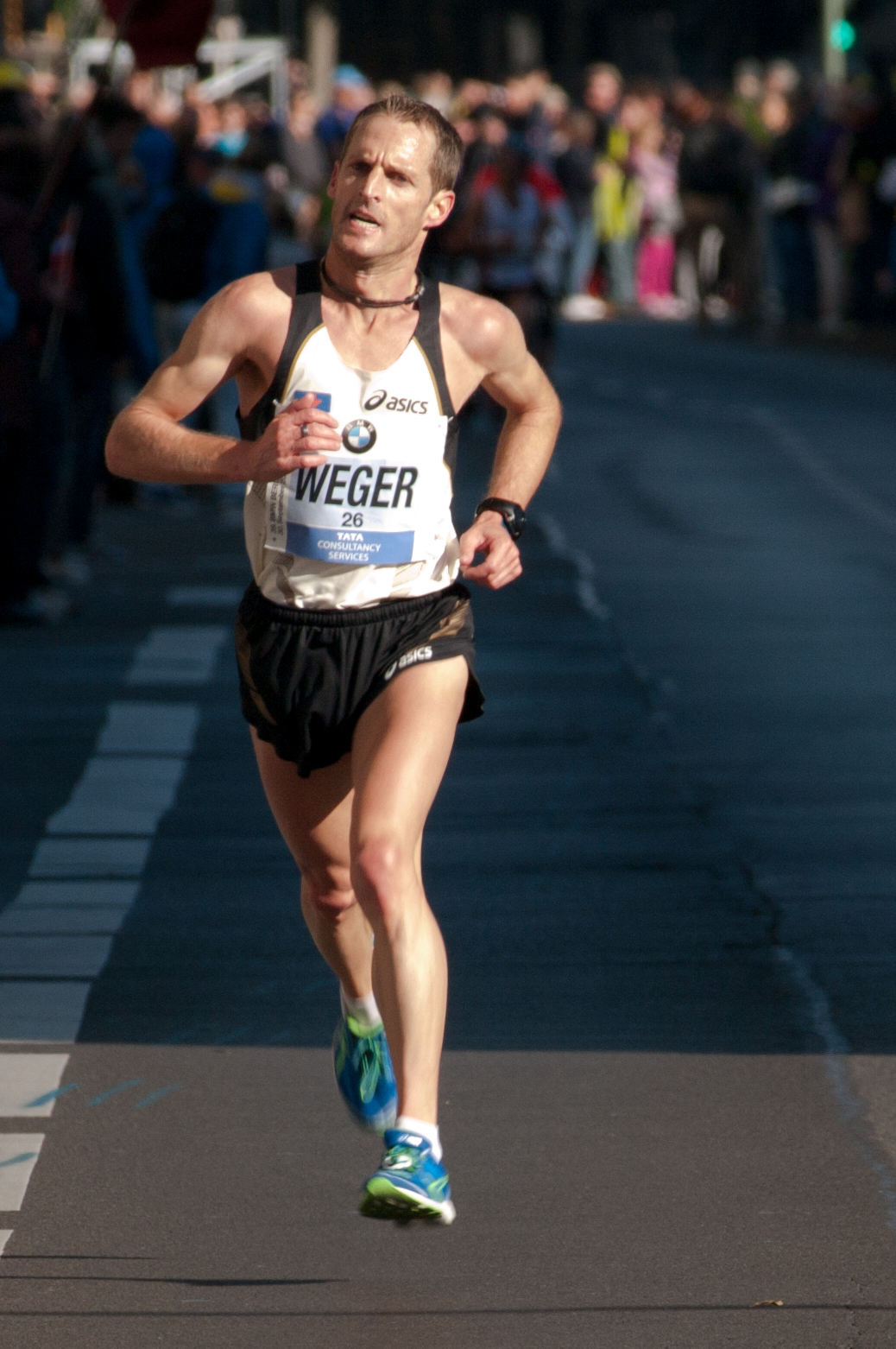
Roman Weger beim Berlin-Marathon (2012)

Roman Tramoy-Weger (* 15. Juli 1974 als Roman Weger) ist ein österreichischer Langstreckenläufer und mehrfacher Staatsmeister.

## Werdegang
Weger ist mehrfacher österreichischer Staatsmeister im Marathonlauf (2001, 2004, 2006, 2010 und 2013) sowie im Halbmarathon (2000, 2001, 2002 und 2006).
Beim Vienna City Marathon wurde er 2006 Zehnter und 2007 Vierzehnter, beim Hamburg-Marathon 2009 Siebter.
Im Oktober 2013 holte er sich mit dem dritten Rang beim Graz-Marathon zum fünften Mal den Titel als Marathon-Staatsmeister.
Er lebt in Villach und startet für den dort ansässigen LC Villach.
Im September 2014 heiratete er die in Frankreich geborene Läuferin Sylvie Tramoy (Österreichische Staatsmeisterin Marathon 2010).

## Sportliche Erfolge
| Datum/Jahr    | Rang | Wettbewerb           | Austragungsort | Zeit     | Bemerkung                                                             |
| ------------- | ---- | -------------------- | -------------- | -------- | --------------------------------------------------------------------- |
| 11. Okt. 2015 | 1    | Graz-Marathon        | Graz           | 02:23:25 |                                                                       |
| 2014          | 13   | Vienna City Marathon | Wien           | 02:21:22 | [ 3 ]                                                                 |
| 13. Okt. 2013 | 3    | Graz-Marathon        | Graz           | 02:20:09 | Österreichischer Staatsmeister Marathon                               |
| 1. Sep. 2012  | 2    |                      | Wien           | 01:06:57 | Österreichischer Vizestaatsmeister Halbmarathon hinter Valentin Pfeil |
| 2012          | 41   | Berlin-Marathon      | Berlin         | 02:28:06 |                                                                       |
| 10. Okt. 2010 | 4    | Graz-Marathon        | Graz           | 02:20:08 | Österreichischer Staatsmeister Marathon                               |
| 2009          | 7    | Hamburg-Marathon     | Hamburg        |          |                                                                       |
| 25. März 2007 | 1    | Wien-Halbmarathon    | Wien           | 01:04:36 |                                                                       |
| 2007          | 14   | Vienna City Marathon | Wien           |          |                                                                       |
| 20. Aug. 2006 |      |                      | Velden         | 01:07:15 | Österreichischer Staatsmeister Halbmarathon                           |
| 7. Mai 2006   | 10   | Vienna City Marathon | Wien           | 02:16:23 | Österreichischer Staatsmeister Marathon                               |
| 18. Apr. 2004 |      | Linz Marathon        | Linz           | 02:18:54 | Österreichischer Staatsmeister Marathon                               |
| 14. Apr. 2002 |      |                      | Wels           | 01:06:09 | Österreichischer Staatsmeister Halbmarathon                           |
| 21. Okt. 2001 |      |                      | Stinatz        | 01:06:11 | Österreichischer Staatsmeister Halbmarathon                           |
| 2. Sep. 2001  | 1    | Klagenfurt-Marathon  | Klagenfurt     | 02:22:06 | Österreichischer Staatsmeister Marathon                               |
| 22. Okt. 2000 |      |                      | Salzburg       | 01:06:52 | Österreichischer Staatsmeister Halbmarathon                           |

## Bestleistungen
- 5000 m: 14:53,21 min, 16. Juni 2007, Villach
- 10.000 m: 32:14,14 min, 10. Juli 2005, Kaltern
- Halbmarathon: 1:04:36 h, 25. März 2007, Wien
- Marathon: 2:16:18 h, 24. April 2005, Padua